# 中国共产党双牌县委员会
中国共产党双牌县委员会（简称中共双牌县委）是中国共产党在湖南省永州市双牌县的领导机关。

## 历史
2010年3月11日，政协七届三次会议，县委书记郑柏顺因工会青年界的县政协委员、县委办副主任胡佐军的“抢风头”发言而责令其检讨、停职，并且被安排到农村带队工作。4月23日，印有县委书记郑柏顺头像和签名的台历被卖给“县里的科局级单位和每个乡镇，25块钱一本”，引起社会舆论关注。

## 职责
根据《中国共产党地方委员会工作条例》，中国共产党地方委员会主要实行政治、思想和组织领导，承担下列职能：
1. 对本地区重大问题作出决策。
2. 通过法定程序使党组织的主张成为地方性法规、地方政府规章或者其他政令。
3. 加强对本地区宣传思想文化工作的领导，牢牢掌握意识形态工作领导权、话语权。
4. 按照干部管理权限任免和管理干部，向地方国家机关、政协组织、人民团体、国有企事业单位等推荐重要干部。
5. 支持和保证人大、政府、政协、法院、检察院、人民团体等依法依章程独立负责、协调一致地开展工作，发挥这些组织中党组的领导核心作用。
6. 加强对本地区群团工作和统一战线工作的领导。
7. 动员、组织所属党组织和广大党员，团结带领群众实现党的目标任务。

## 历任书记
| 姓名   | 就任日期       | 卸任日期       | 备注  |
| ------ | -------------- | -------------- | ----- |
| 邓荣卿 | 1997年3月      | 2001年6月      |       |
| 郑柏顺 | 2007年         | 2012年3月      | [ 2 ] |
| 吴巨培 | 2012年4月13日  | 2012年9月      | [ 4 ] |
| 苏小康 | 2013年6月      | 2020年11月11日 | [ 5 ] |
| 张建坤 | 2020年11月11日 | 2021年9月      | [ 6 ] |
| 张跃斌 | 2021年10月     |                | [ 7 ] |